# Pierre Pruvost
Pierre Eugène Marie Joseph Pruvost (* 1. August 1890 in Raismes, Département Nord; † 5. Juni 1967 in Paris) war ein französischer Geologe. Er war eine unumstrittene Autorität für die französischen Steinkohlevorkommen und wurde wegen seiner wissenschaftlichen Verdienste vielfach ausgezeichnet.

## Leben
Nachdem Pruvost zunächst Medizin studierte, wechselte er zur Geologie und studierte an der Université des Sciences et Technologies de Lille der Université Lille Nord de France. Wegen seiner guten Leistungen wurde Charles Barrois dort auf ihn aufmerksam und verschaffte ihm eine erste Anstellung in der geologischen Fakultät. 1918 verteidigte Pruvost seine Doktorarbeit über das Steinkohle-Sedimentbecken (bassin houillier) in den Départements Nord und Pas-de-Calais und seine Fauna, und wurde 1922 Professor für angewandte Geologie. 1926 folgte er Barrois auf dem Lehrstuhl für Geologie und Mineralogie der Universität Lille nach. Unter anderem war Pruvost dort zwanzig Jahre lang Leiter des Steinkohleinstituts (Institut de la houille), das sich vornehmlich mit der Erforschung der nordfranzösischen Steinkohlevorkommen und ihrer Umgebung befasste.
1950 erreichte ihn die Berufung auf den Lehrstuhl für allgemeine Geologie an der Sorbonne, den er bis 1961 innehatte.

## Wirken
Pruvost widmete seine wissenschaftliche Laufbahn – oft in Zusammenarbeit mit Charles Barrois und Paul Bertrand – der Erforschung von Bildung und Struktur der französischen Steinkohlebecken und ihrer Umgebung in den Départements Nord und Pas-de-Calais, in Saar-Lothringen, Belgien und Niederländisch-Limburg sowie in der Region Saint-Étienne. Er wies nach, dass die Anhäufung der typischen Wechselfolgen von Steinkohle-Flözen und flözleeren Sand- und Tonsteinen auf stetige Meeresbodenabsenkung (Subsidenz) mit abwechselnden Perioden der Ruhe und stärkerer Aktivität zurückgeht. Geologische Schwerpunkte seiner Forschungen lagen außerdem im Boulonnais, im Pays de Bray (Département Seine-Maritime und Département Oise) und – die Arbeit von Barrois fortsetzend – vor allem im Armorikanischen Massiv der Bretagne, wo er jedes Jahr mehrere Wochen mit Geländearbeiten verbrachte.

## Ehrungen
Pruvost genoss hohes Ansehen in der Fachwelt. Er war Mitglied und Vorsitzender geologischer Vereinigungen und erhielt zahlreiche Auszeichnungen, darunter
- 1921 Prix Gosselet der Société géologique de France
- 1948, 1963 Präsident der Societé Géologique de France
- 1954 Mitglied der Académie des Sciences (1947 korrespondierendes Mitglied)
- 1949 Offizier der Ehrenlegion
- 1949 Assoziiertes Mitglied der Académie royale des Sciences, des Lettres et des Beaux-Arts de Belgique[3]
- 1956 Prix Gaudry der Societé Géologique de France
- 1959 Ordre des Palmes Académiques
- 1959 Wollaston-Medaille der Geological Society of London
- 1960 Gustav-Steinmann-Medaille der Geologischen Vereinigung an Pierre Pruvost in Würdigung seiner Verdienste um die Erforschung von Stratigraphie und Tektonik des Paläozoikums.[4]
- 1963 Ehrenmitglied (Honorary Fellow) der Royal Society of Edinburgh[5]
- 1966 Ordre national du Mérite

Pruvost erhielt den belgischen Kronenorden und war Ehrenmitglied zahlreicher geologischer Vereinigungen in Belgien, England, Schottland, Schweden, der Schweiz und den Vereinigten Staaten.
Der auf einer Stiftung Pruvosts beruhende Prix Fondation Pierre Pruvost wird seit 1960 verliehen. Der jährliche Preis der Société géologique de France wurde zunächst für die beste geologische Abschlussarbeit der letzten fünf Jahre vergeben, später für herausragende Leistungen auf dem Gebiet der Strukturgeologie.

## Werke
Von seinen mehr als 200 wissenschaftlichen Veröffentlichungen sind vor allem zu nennen:
- Introduction à l'étude du bassin houiller du Nord et du Pas-de-Calais; la faune continentale du terrain houiller du Nord de la France. (1918)
- Sédimentation et Subsidence. (1930)
- Description géologique détaillée du bassin houiller de la Sarre et de la Lorraine. (1934)